# Municipio de San Pablo Huixtepec
El municipio de San Pablo Huixtepec (en náhuatl: huixtli ‘espinas’, tepetl ‘cerro’, cerro de las espinas) es uno de los 570 municipios que conforman al estado mexicano de Oaxaca. Pertenece al distrito de Zimatlán, dentro de la región Valles Centrales. Su cabecera es la localidad homónima.

## Demografía
El municipio está habitado por 10,020 personas, el 1.5% de la población habla una lengua indígena, siendo la más común el zapoteco.
En 2020, los principales grados académicos de la población de San Pablo Huixtepec fueron Primaria (29.4% del total), Secundaria (29% del total) y Preparatoria o Bachillerato General (6.8% del total).
La tasa de analfabetismo de los habitantes en 2020 fue 6.26%. Del total de la población analfabeta, 33% correspondió a hombres y 67% a mujeres.
El 49.5% de la población se encuentra en situación de pobreza.